# 크루셰보

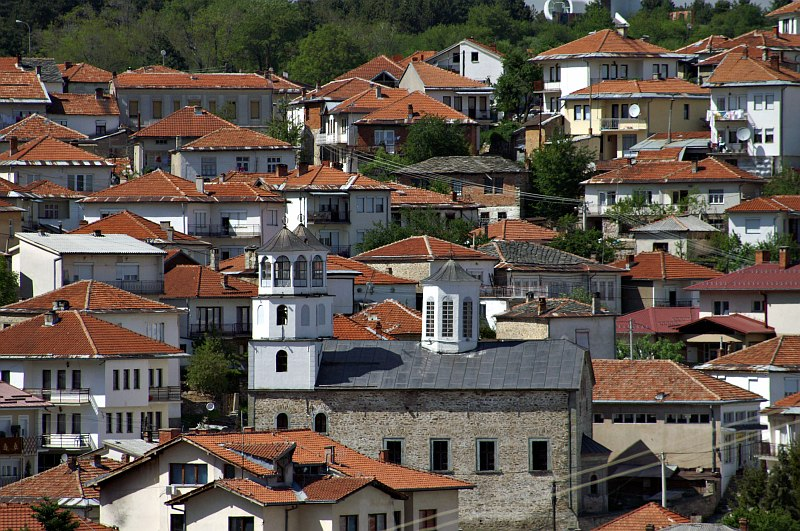
크루셰보 시가지

크루셰보(마케도니아어: Крушево, 알바니아어: Krushevë, 아로마니아어: Crushuva, 튀르키예어: Kruşova, Kuruşova, 그리스어: Κρούσοβo, Krousovo)는 북마케도니아 중부에 위치한 도시로 면적은 190.68km2, 높이는 1,350m, 인구는 5,507명(2002년 기준)이다.
1903년 오스만 제국의 지배에 대항하기 위해 일으킨 반란인 일린덴 봉기와 크루셰보 공화국의 성립을 선포했던 도시이다. 이 봉기는 오스만 제국 군대의 진압으로 인해 실패로 끝났지만 오늘날 북마케도니아에서는 일린덴 봉기를 국가와 민족, 종교에 대한 상징적인 투쟁이자 역사적인 사건으로 여긴다. 시내 곳곳에는 일린덴 봉기를 기념하는 건축물과 기념물이 남아 있다.
북마케도니아에서 해발 고도가 가장 높은 도시이며 고지대에 위치하고 있기 때문에 북마케도니아에서 겨울 스포츠를 즐기기에 가장 좋은 도시 가운데 하나로 여겨진다.

시 문장